# 113 Pułk Piechoty (Imperium Rosyjskie)
113 pułk piechoty (ros. 113-й пехотный Старорусский полк) – oddział piechoty armii Imperium Rosyjskiego.

## Charakterystyka
Sformowany w 1796. Stacjonował między innymi w Lipawie.

 W przededniu I wojny światowej pułk etatowo posiadał cztery bataliony po cztery kompanie oraz kompanię tyłową. Kompania piechoty czasu wojny liczyła około 240 żołnierzy i 4–5 oficerów. Na szczeblu pułku występował także pododdział karabinów maszynowych (8 km), łączności (w tym 14 konnych gońców i 21 telefonistów) i zwiadowczy (64 zwiadowców, w tym 4 kolarzy). W sumie pułk liczył około 4000 żołnierzy.
Rozformowany w 1918.

## Podporządkowanie
Lipiec 1914:
- 20 Korpus Armijny – Ryga[7]
  - 29 Dywizja Piechoty – Ryga
    - 1 Brygada Piechoty – Jełgawa
      - 113 pułk piechoty – Lipawa